# Monetazione dei Flavi

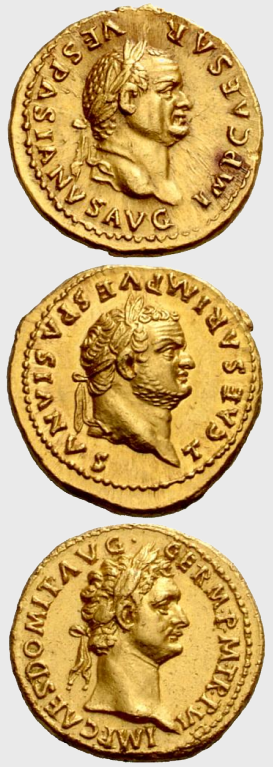
Aurei della dinastia dei Flavi: in alto il padre Vespasiano e sotto i figli Tito e Domiziano.

Per monetazione dei Flavi si intende l'insieme delle monete emesse da Roma durante il principato dei tre Imperatori della dinastia dei Flavi: Vespasiano, Tito e Domiziano (dal 69 al 96).

## Contesto storico
I Flavii Vespasiani erano una famiglia della classe media, d'origine modesta, giunta poi all'ordine equestre grazie alla militanza fedele nell'esercito, che giunse al potere quando Tito Flavio Vespasiano, generale degli eserciti d'oriente, prese il potere durante l'Anno dei quattro imperatori.

## Vespasiano

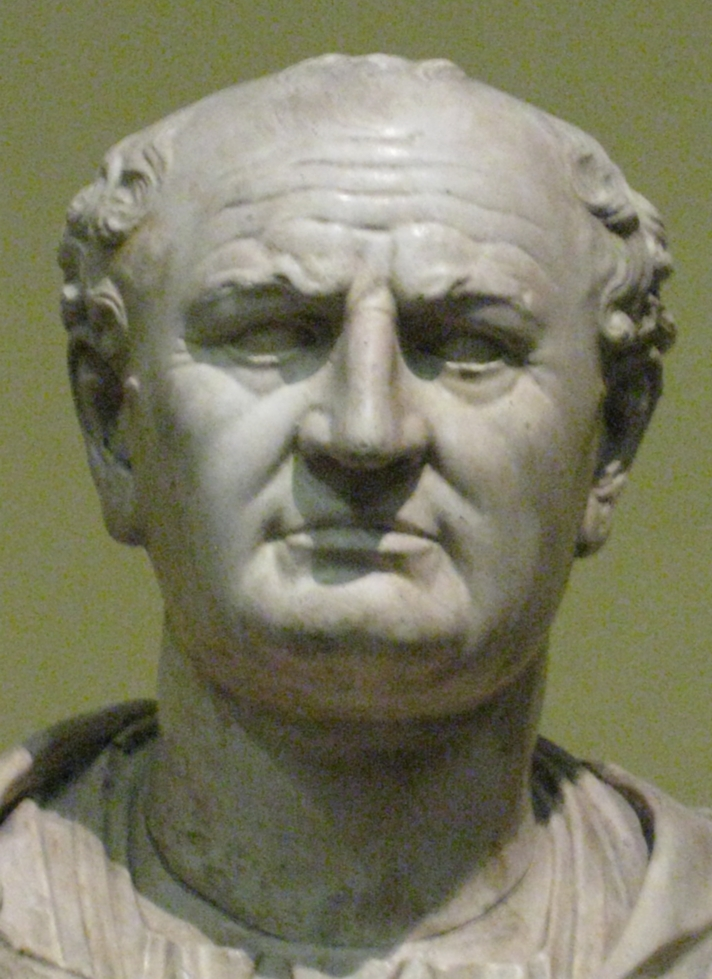
Vespasiano, primo della dinastia dei Flavi.

Con la contestazione del potere di Vitellio da parte delle legioni orientali, Vespasiano, inviato da Nerone a reprimere la rivolta degli ebrei in Palestina, venne scelto da esse come nuovo candidato. Lasciato il figlio Tito in Giudea, egli si recò in Egitto aspettando prudentemente a recarsi a Roma finché generali a lui fedeli sconfissero Vitellio nella pianura padana (Seconda battaglia di Bedriaco del 69) e finché non ricevette manifestazioni di pubblica obbedienza da parte del Senato e da ogni area dell'Impero. Nella capitale stazionò intanto il figlio secondogenito Domiziano, come reggente, finché non venne raggiunto dal padre nell'estate del 70.
Ristabilita dunque la calma, Vespasiano poté dedicarsi a ristabilire al più presto l'ordine, riconducendo le varie istituzioni alle loro competenze originarie frenando sia le richieste dei generali, sia l'indebolimento del Senato. Per riuscirci fece approvare la lex de imperio Vespasiani, dove chiariva le prerogative della sua carica, dell'utilizzo del titolo di Cesare e indirizzava verso una natura ereditaria la dignità imperiale. Nella sua riforma egli escluse ogni riferimento al modello monarchico ellenistico, anche se di fatto si riservò un potere assoluto.
Per facilitare il passaggio di potere ai suoi due figli egli li tenne sempre in prima linea nel governo. Tito continuò l'incarico in Giudea, debellando la ribellione ebraica nel 70 (distruzione di Gerusalemme) e dedicandosi negli anni successivi alla repressione degli ultimi focolai (assedio di Masada). Quando tornò a Roma Tito ricevette il trionfo, ottenne i poteri di tribuno e ricoprì, col padre, la carica di censore, oltre ad essere più volte console e prefetto del pretorio (cioè capo dei pretoriani). La censura di Vespasiano e Tito permise loro di intervenire sulla composizione del Senato. Vespasiano favorì l'accesso alla carica senatoria di numerosi esponenti non italici (soprattutto ispanici e galli), favorendo così la romanizzazione delle province.
In campo economico, dopo il disastroso anno dei quattro imperatori, fu costretto a attuare una politica di rigore con misure anche impopolari, quali l'introduzione di nuove tasse. Grazie alle nuove entrate venne intrapresa una notevole stagione edilizia nella capitale e nelle province. Questo portò nuovo benessere a tutto l'Impero.
Dal punto di vista militare Vespasiano cercò di consolidare e estendere i confini, soprattutto nelle zone più strategiche, come la Britannia e la zona tra Reno e Danubio (circa l'attuale Foresta Nera).
Vespasiano attribuì il potere ereditario a entrambi i suoi figli, informando il Senato romano che sarebbe stato uno di loro a succedergli al potere.
Vespasiano fu dunque fautore di un ristabilimento economico e sociale in tutto l'Impero che godette, grazie al suo governo, di una pax che rimarrà proverbiale. Di fatto per questo fu uno degli imperatori più amati della storia romana.
| Titolatura imperiale                                       | Numero di volte | Datazione evento |
| ---------------------------------------------------------- | --------------- | --- |
| Tribunicia potestas (accettata formalmente in epoca tarda) | 10 volte:       | la prima volta (I) il 1º luglio del 69 e poi rinnovatagli ogni anno, alla stessa data. |
| Consolato                                                  | 9 volte:        | nel 51 (I), 70 (II), 71 (III), 72 (IV), 74 (V), 75 (VI), 76 (VII), 77 (VIII) e 79 (IX). |
| Salutatio imperatoria                                      | 20 volte:       | I (al momento della assunzione del potere imperiale) nel 69, (II-III-IV-V) nel 70, (VI-VII-VIII) 71, (IX-X) 72, (XI) dopo luglio del 73, (XII-XIII-XIV) 74, (XV-XVI-XVII-XVIII) 76, (XIX) 77 e (XX) 78. |
| Altri titoli                                               | 2 volte:        | Pater Patriae (in epoca tarda) e Pontifex Maximus nel 70. |

### Tematiche principali

#### Propaganda politica al termine della guerra civile
La propaganda politica che seguì alla presa di potere del nuovo imperatore, Vespasiano, fu di celebrare con nuove emissioni monetali, la PAX ORBIS TERRARUM ritrovata o la PAX AUGUSTA (e la successiva costruzione del tempio della Pace a Roma a partire dal 74).
La propaganda prevedeva anche il CONSENSUM EXERCITUM o la CONCORDIA EXERCITUM, ovvero l'avere ormai dalla propria parte non solo le armate orientali ma anche quelle dell'intero Impero e la stessa flotta (NEPTUNUS REDUX). Erano, inoltre, celebrati il GENIUS POPULI ROMANI e l'AETERNITAS IMPERII, ed in una moneta si celebrava la stessa ROMA sopra i sette colli, a fianco della lupa e dei due gemelli.
| Propaganda politica | Propaganda politica | Propaganda politica                                                 | Propaganda politica | Propaganda politica | Propaganda politica                       | Propaganda politica                              |
| Immagine            | Valore              | Dritto                                                              | Rovescio | Datazione           | Peso; diametro                            | Catalogazione                                    |
| ------------------- | ------------------- | ------------------------------------------------------------------- | --- | ------------------- | ----------------------------------------- | ------------------------------------------------ |
|                     | Æ Sesterzio         | IMP CAES VESPAS AUG PM TRP PP COS III, testa laureata verso destra. | PAX AUGUSTI, la Pace in piedi verso sinistra, tiene un rametto ed una cornucopia; S C in esergo.                                  | 71                  | 3.34 gr                                   | RIC Vespasianus, II, 437; BMCRE 555; Cohen 327.  |
|                     | Aureo               | IMP CAES VESPASIANUS AUG, testa laureata verso sinistra.            | COS VII (in alto), una delle quattro giovenche di Mirone, che vennero spostate dal Tempio di Apollo Palatino a quello della Pace. | 76                  | 19 mm, 7.28 g, 6 h (Zecca di Roma antica) | RIC Vespasianus, II 842; Calicó 621.             |
|                     | Aureo               | T CAES IMP VESPASIAN, testa laureata verso destra.                  | COS V (in alto), una delle quattro giovenche di Mirone, che vennero spostate dal Tempio di Apollo Palatino a quello della Pace.   | 76                  | 19 mm, 7.29 g, 6 h (Zecca di Roma antica) | RIC, 857 (Vespasianus); Calicó 733; NAC 49, 162. |

#### La successione
Lo stesso Svetonio racconta di Vespasiano che lo stesso pronunciò la frase: "O mi succederanno i miei figli (Tito e Domiziano) o nessuno!". Non a caso sulle monete, fin dai primi anni del suo principato, appare la scritta di CAESAR  per entrambi figli o riguardo a Domiziano la scritta PRINCEPS IUVENTUTIS. L'introduzione del concetto di AETERNITAS nella monetazione ben combacia con il desiderio di successione dinastica di Vespasiano.

#### Altri temi
Altre concetti che compaiano in molteplici monete di Vespasiano e legati alle sue politiche sono ROMA RESURGENS o ROMA RESURGES e CONCORDIA o CONCORDIA AUGUSTI.

#### La vittoriosa campagna contro i Giudei
La rivolta cominciò nel 66 dopo che già da oltre vent'anni la popolazione giudaica era insoddisfatta del mal governo romano e dei suoi prefetti, come Lucceio Albino e Gessio Floro, oltreché della crescente avversione all'aristocrazia laica e sacerdotale, sempre più corrotta. La guerra che ne seguì portò alla fine una inevitabile ed annunciata vittoria romana, celebrata nella monetazione del periodo (dal 71 in poi), ma anche una grande strage della popolazione, la distruzione del Tempio di Gerusalemme, edificio che non verrà mai più ricostruito, la riduzione in schiavitù di 97.000 Giudei (dispersi in tutto l'impero), e la creazione di una tassa nei confronti dei Giudei (a rimborso delle spese di guerra), il cosiddetto Fiscus iudaicus (abolita solo con Nerva 25 anni dopo).
| Vittoria sui Giudei | Vittoria sui Giudei | Vittoria sui Giudei                                                        | Vittoria sui Giudei | Vittoria sui Giudei | Vittoria sui Giudei  | Vittoria sui Giudei                                                                               |
| Immagine            | Valore              | Dritto                                                                     | Rovescio | Datazione           | Peso; diametro       | Catalogazione                                                                                     |
| ------------------- | ------------------- | -------------------------------------------------------------------------- | --- | ------------------- | -------------------- | ------------------------------------------------------------------------------------------------- |
|                     | sesterzio           | IMP CAES VESPASIAN AUG P M TR P P P COS III, testa laureata verso destra;  | IVDAEA CAPTA (la Giudea conquistata), un giudeo in atteggiamento di lutto, seduto verso sinistra all'ombra di una palma; a destra un prigioniero giudeo con le mani legate dietro la schiena, in piedi verso sinistra, le armi catturate dietro; S C in esergo. Fa certamente riferimento alla fine dell'assedio di Gerusalemme (agosto/settembre del 70). | inizi del 71        | 26.30 gr             | RIC Vespasianius, II, 426; BMCRE 542; BN 494; Cohen 238.                                          |
|                     | Denario             | T CAES IMP VESP PO-N TR POT, testa laureata e busto con drappeggio.        | Un giudeo seduto a lutto sulla destra all'ombra di una palma, Vespasiano in piedi sulla sinistra della palma in abito militare, ai piedi un elmo, tiene una lancia ed il parazonium. | dopo luglio del 71? | 3.34 gr              | RIC Vespasianus, II, 367; RPC II 1934; Brin 93; BMCRE 518 (Vespasiano); RSC 392.                  |
|                     | Denario             | T CAES IMP VESP PON TR POT, testa laureata e busto con drappeggio.         | Nessuna legenda, Tito in quadriga verso destra celebra il trionfo, tiene uno scettro ed un ramo d'ulivo. | dopo luglio del 71? | 18 mm, 3.52 gr, 5 h; | Roman Imperial Coinage, Vespasianus, II 368; RPC II 1935; Hendin 789; BMCRE 521; BN 324; RSC 395. |
|                     | Denario d'argento   | IMP CAES VESP AVG P M COS IIII, testa laureata dell'Imperatore Vespasiano. | Nessuna legenda, Vespasiano su una quadriga verso destra. | 72                  | 18mm, 3.30 gm        | RIC II 364; RPC II 1931; RSC 643.                                                                 |
|                     | Denario             | IMP T CAES VESP AVG, testa laureata e busto con drappeggio.                | TR POT VIII COS VII, un giudeo in ginocchio verso destra, di fronte ad un trofeo di armi sopra di lui. | 79                  | 3.34 gr              | RSC 334a.                                                                                         |

## Tito

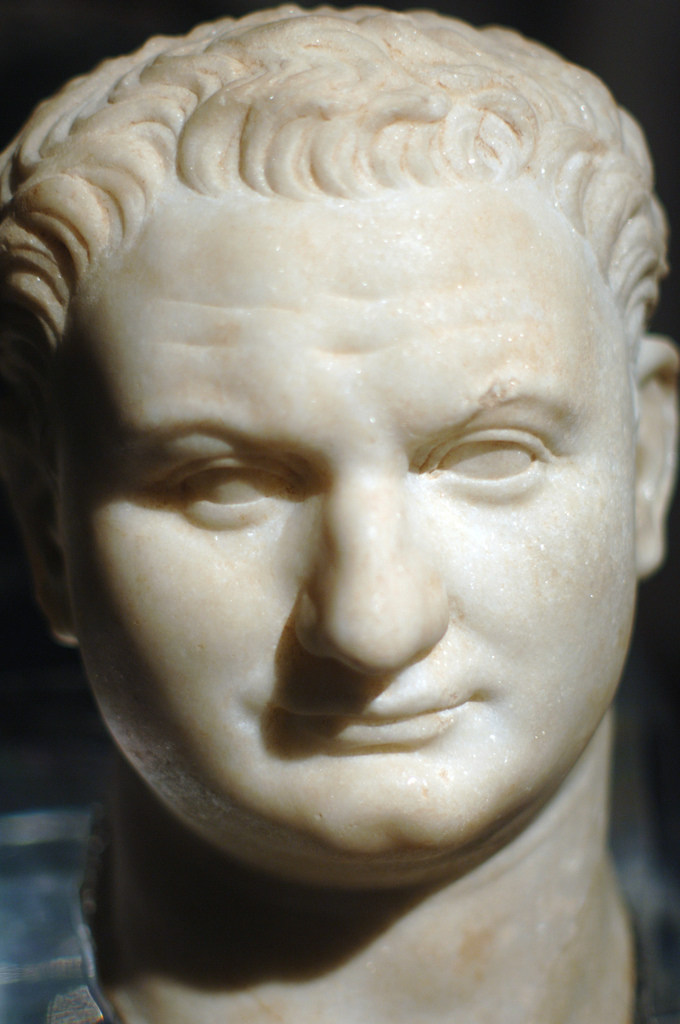
Tito, figlio primogenito di Vespasiano, secondo membro della dinastia.

Tito, figlio maggiore di Vespasiano, governò per appena due anni, per cui il suo operato non lasciò tracce significative. Sebbene lodato dagli storici dell'epoca, ciò non deve trarre in inganno, in quanto era usanza comune accompagnare da lodi l'avvento del nuovo imperatore, riservandosi magari le critiche per l'operato successivo. Spontaneo fu comunque il consenso popolare nei suoi confronti, anche in occasione di calamità naturali come l'eruzione del Vesuvio del 79, che distrusse Pompei e Ercolano. L'interessamento e l'intervento immediato dell'imperatore suscitò verso di lui le simpatie degli strati sociali più umili. Visse ancora di riflesso alla grande popolarità del padre.
| Titolatura imperiale  | Numero di volte                         | Datazione evento |
| --------------------- | --------------------------------------- | --- |
| Tribunicia potestas   | 11 volte:                               | la prima volta (I) il 1º luglio del 71 e poi rinnovata ogni anno.                                                                                 |
| Consolato             | 8 volte (designato per la nona volta?): | nel 70 (I), 72 (II), 74 (III), 75 (IV), 76 (V), 77 (VI), 79 (VII) e 80 (VIII).                                                                    |
| Salutatio imperatoria | 18 volte:                               | I nel 70, (II) nel 71, (III-IV) 72, (V) 73, (VI-VIII) 74, (IX-XII) 76, (XIII) 77, (XIV) 78, (XV) dopo l'8 settembre del 79 e (XVI-XVII-XVIII) 81. |
| Altri titoli          | 2 volte:                                | Pater Patriae e Pontifex Maximus dal giugno del 79.                                                                                               |

### Tematiche principali

#### L'anfiteatro Flavio (o Colosseo)
Durante il suo breve principato, a parte la celebrazione della vittoria sui Giudei, la tematica più importante nella produzione monetale di Tito, fu la celebrazione del più grande anfiteatro romano (Flavio o Colosseo) e dei suoi giochi inaugurali nell'80.
Sono rimaste poche prove documentate della natura di questi giochi. Sembra che abbiano seguito lo schema dei Ludi Romani: spettacoli con animali al mattino, seguiti dalle esecuzioni dei criminali verso mezzogiorno, e al pomeriggio combattimenti di gladiatori, oltre alla riproposizione di famose battaglie.
| Propaganda politica | Propaganda politica | Propaganda politica                                 | Propaganda politica | Propaganda politica | Propaganda politica                 | Propaganda politica                              |
| Immagine            | Valore              | Dritto                                              | Rovescio | Datazione           | Peso; diametro                      | Catalogazione                                    |
| ------------------- | ------------------- | --------------------------------------------------- | --- | ------------------- | ----------------------------------- | ------------------------------------------------ |
|                     | Denario             | IMP TITUS CAES VESPASIANUS AVG P M, testa laureata. | TR POT IX IMP XV COS VIII P P, un elefante con il muso verso sinistra, simbolo dei giochi inaugurali dell'anfiteatro Flavio. | 80                  | 18 mm, 3.39 gr, 7 h; zecca di Roma. | Roman Imperial Coinage, Titus, II, 115; RSC 303. |

#### L'eruzione del Vesuvio del 79
Il ritrovamento di una moneta a Pompei, permette di affermare che l'eruzione avvenne, ovviamente, dopo l'emissione di questa moneta, quindi nell'anno in cui l'imperatore Tito ricoprì il settimo consolato (il 79), dopo l'assunzione per la nona volta della potestà tribunicia, cioè dopo il 1º luglio e dopo la quindicesima acclamazione ad imperatore, consentendo di spostare ancora oltre luglio il terminus post quem. La seguente moneta è praticamente identica a quella ritrovata nella Casa del bracciale d'oro solo che riporta l'indicazione della XIIII acclamazione (invece della XV), quindi appare con certezza successiva al 1º luglio (data del rinnovo per la nona volta della tribunicia potestas di Tito).
| Tito e il capricorno | Tito e il capricorno | Tito e il capricorno                                       | Tito e il capricorno                                                | Tito e il capricorno | Tito e il capricorno | Tito e il capricorno                 |
| Immagine             | Valore               | Dritto                                                     | Rovescio                                                            | Datazione            | Peso; diametro       | Catalogazione                        |
| -------------------- | -------------------- | ---------------------------------------------------------- | ------------------------------------------------------------------- | -------------------- | -------------------- | ------------------------------------ |
|                      | Denario              | IMP TITVS CAES VESPASIAN AVG P M, testa laureata a destra. | TR P VIIII IMP XIIII COS VII PP, capricorno a sinistra su un globo. | post 1º luglio 79    | 17mm, 3.47 g, 5h     | RIC Titus 19 c; Cohen 294, BMCRE 35. |

## Domiziano

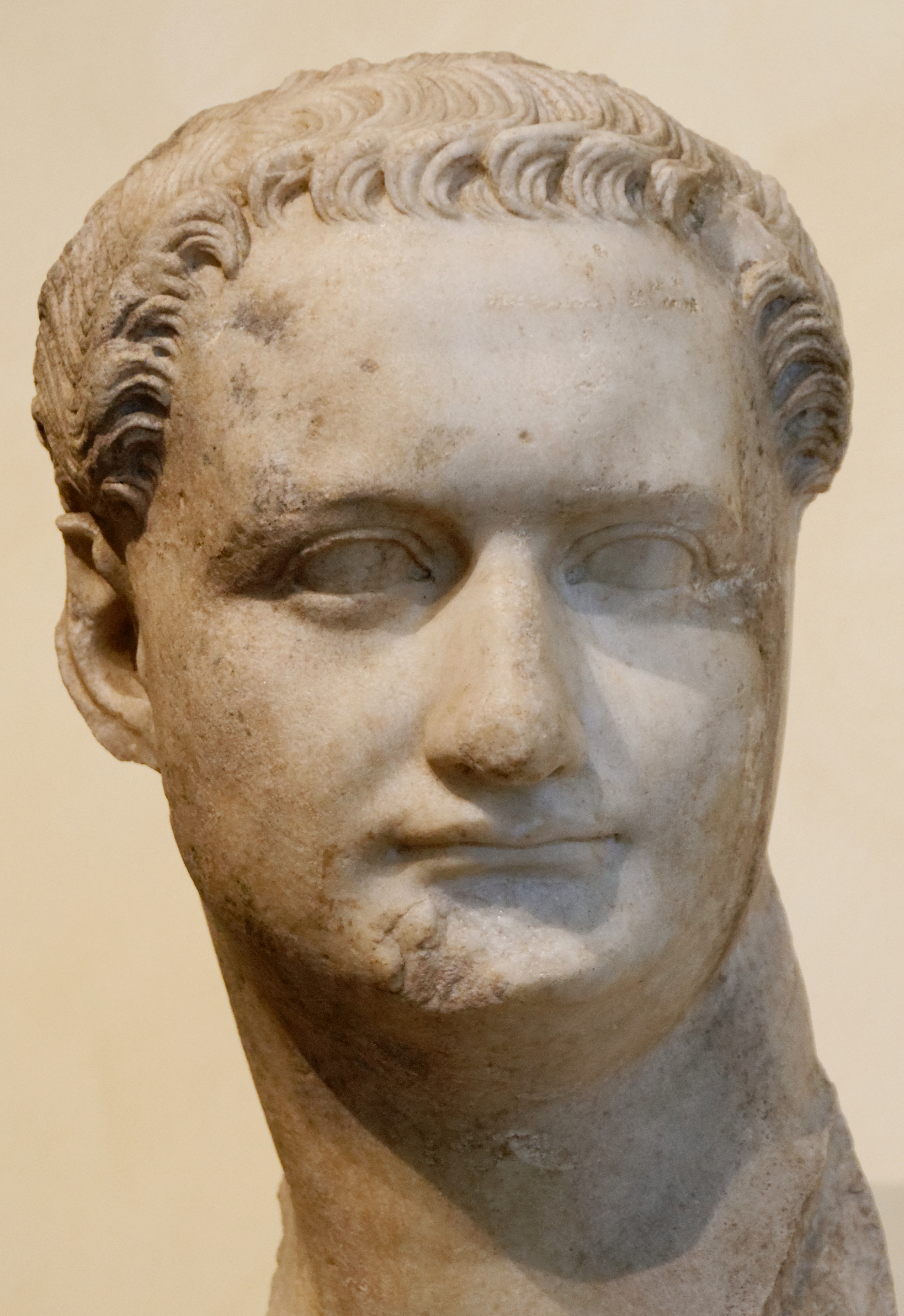
Busto dell'imperatore Domiziano ultimo membro della dinastia Flavia.

Dopo la prematura scomparsa di Tito salì al potere suo fratello minore Domiziano, che seguì le orme del padre in politica estera intraprendendo alcune campagne militari tese a rafforzare i confini: fece a tale scopo costruire una serie di fortini collegati tra loro nella regione del Reno, presidiati stabilmente da contingenti di ausiliares; nell'area danubiana stanziò stabilmente guarnigioni di legionari, dall'attuale Austria fino quasi al Mar Nero.
In politica interna invece Domiziano si distanziò notevolmente dal tracciato paterno, instaurando di fatto una monarchia assoluta di stampo autocratico. Domiziano accettò con piacere forme di servilismo dei senatori, come l'adulazione ostentata e il titolo di "Signore e Dio". Domiziano si rese estremamente impopolare per le sue tendenze autocratiche, che spezzarono quell'illusione, creata da Augusto, che l'imperatore fosse solo un primus inter pares, cioè il primo fra uguali.
Quale censore a vita espulse dal Senato a più riprese gli elementi a lui sfavorevoli, determinando una forte situazione di attrito. Ai tentativi di congiura scoperti rispose sempre con fermezza, emettendo numerose condanne a morte che colpirono anche personaggi in vista dell'aristocrazia. Ciò non fece che accelerare i tentativi del Senato di sopprimerlo, individuando infine un liberto che aveva accesso alla sua corte come esecutore materiale e l'anziano senatore Marco Cocceio Nerva quale suo successore.
Con la morte di Domiziano (96) ebbe fine la dinastia flavia. Al pari dell'ultimo esponente della dinastia giulio-claudia, Nerone, anche a Domiziano venne inflitta la damnatio memoriae, che ordinò la distruzione di ogni immagine, iscrizione o dedica che lo potesse ricordare ai posteri.
In termini monetali, sappiamo che l'ultimo discendente della dinastia dei Flavi annullò la riforma di Nerone, riportando le monete ai valori della riforma di Augusto. Vi è da aggiungere che la produzione monetaria fu, però, notevole sia per quantità emessa sia per alta qualità artistica.
| Titolatura imperiale  | Numero di volte | Datazione evento |
| --------------------- | --------------- | --- |
| Tribunicia potestas   | 16 volte:       | la prima volta (I) il 14 settembre dell'81. |
| Consolato             | 17 volte:       | nel 71, 73, 75, 76, 77, 79, 80, 82, 83, 84, 85, 86, 87, 88, 90, 92 e 95. |
| Salutatio imperatoria | 23 volte:       | I (al momento della assunzione del potere imperiale), la seconda (II) nell'82, (III-V) 83, (VI-VII) 84, (VIII-XI) 85, (XII-XIV) 86, (XV-XVII) 88, (XVIII-XXI) 89, (XXII-XXIII) 92. |
| Titoli vittoriosi     | 1 volta:        | Germanicus nell'83. |
| Altri titoli          | 2 volte:        | Pater Patriae e Pontifex Maximus al momento della assunzione del potere imperiale nel settembre dell'81.                                                                           |

### Tematiche principali

#### Celebrazione della vittoriaGermanicae di altre guerre
Nel corso degli anni 83-84/85 circa, furono condotte alcune campagne militari contro le popolazioni germaniche dei Catti, Mattiaci, Vangioni, Triboci e Nemeti, nei territori denominati in seguito, Agri Decumates. L'occupazione che ne derivò dei territori compresi tra il fiume Reno e Danubio, diede inizio alla costruzione del sistema difensivo chiamato, limes germanico-retico, terminata solo durante il principato di Antonino Pio. Per questi successi l'imperatore Domiziano si meritò il titolo di Germanicus alla fine dell'83, come testimonia l'ampia emissione monetale.
Altre importanti campagne militari del periodo furono condotte contro i Caledoni del nord della Scozia (81-84), contro i Daci di Decebalo (85-89) e la colazione germano-sarmatica a nord del medio corso del Danubio, con relative e numerose acclamazioni imperatorie.
| Vittoria Germanica | Vittoria Germanica | Vittoria Germanica                                                 | Vittoria Germanica | Vittoria Germanica | Vittoria Germanica                | Vittoria Germanica |
| Immagine           | Valore             | Dritto                                                             | Rovescio | Datazione          | Peso; diametro                    | Catalogazione |
| ------------------ | ------------------ | ------------------------------------------------------------------ | --- | ------------------ | --------------------------------- | --- |
|                    | Aureo              | IMP CAES DOMIT AUG GERM P M TR P V, testa laureata a destra.       | IMP XI COS XII, CENS P P P, Minerva Minerva stante dx, tiene scudo e agita lancia. | 86                 | 20 mm, 7.45 g, 6 h                | RIC Domitianus, II 424; Calicó 870 (questa moneta illustrata); BMCRE 88 note (questa moneta citata); Biaggi 417 (questa moneta). |
|                    | Denario            | IMP CAESAR DOMIT AUG GERM P M TR P VIIII, testa laureata a destra. | IMP XXI COS XIIII, CENS P P P, Minerva in piedi sopra un capitello di una colonna rostrata, si prepara a colpire con la lancia, proteggendosi con uno scudo. Ai suoi piedi un serpente (sinistra) ed un gufo (destra). Potrebbe riferirsi ad una vittoria sui Daci di Decebalo oppure (meno probabilmente) ad un primo successo contro i Marcomanni. | 89                 | 19 mm, 3.40 gr, 7 h;              | RIC Domitianus, II, 686; RSC 258.                                                                                                |
|                    | Aureo              | DOMITIANUS AUGUSTUS, testa laureata a destra.                      | Germanicus COS XIIII, la Germania seduta sopra uno scuto, rivolta verso destra, in basso una lancia spezzata. Si tratterebbe del primo successo germanico contro i Marcomanni-Quadi. | 89                 | ?                                 | RIC Domitianus, II, 127. |
|                    | Denario            | IMP CAESAR DOMIT AUG GERM P M TR P XII, testa laureata a destra.   | IMP XXII COS XVI, CENS P P P, Minerva in piedi rivolta verso sinistra, tiene un fulmine nella destra ed una lancia nella sinistra, ai suoi piedi uno scudo (parte destra della moneta). Potrebbe riferirsi al fatto di aver fermato un'invasione della coalizione suebo-sarmatica.                                                                   | 92-93              | 18 mm, 3.26 gr, 7h; zecca di Roma | RIC Domitianus, II, 741; RSC 279.                                                                                                |
|                    | Aureo              | DOMITIANUS AUGUSTUS, testa laureata a destra.                      | GERMANICVS COS XVI, Minerva stante verso destra, tiene uno scudo e agita lancia; ai piedi, a destra, civetta. Potrebbe riferirsi ad un nuovo successo contro la coalizione suebo-sarmatica. | 92/94              | 7.34 g, 6 h;                      | RIC Domitianus, II, 182 corr. (civetta non menzionata nella descrizione ma visibile); Calicó 849.                                |

#### Celebrazione dell'AugustaDomizia Longina
Nel 71, Vespasiano cercò di organizzare un matrimonio dinastico tra il figlio minore Domiziano e la figlia di suo figlio maggiore Tito, Giulia; ma nel frattempo Domiziano si era già innamorato di Domizia Longina, figlia minore del generale Gneo Domizio Corbulone e Cassia Longina, ed aveva convinto Lamia a divorziare dalla stessa, in modo che Domiziano potesse sposarla. L'alleanza matrimoniale era vantaggiosa per entrambe le famiglie: da una parte riabilitava la famiglia di Corbulone, dall'altra permetteva alla propaganda flavia di tacere i successi politici di Vespasiano con i più discutibili imperatori della dinastia giulio-claudia e di sottolineare i legami con Claudio e Britannico.
| Vittoria Germanica | Vittoria Germanica | Vittoria Germanica                                                                | Vittoria Germanica                                                                         | Vittoria Germanica | Vittoria Germanica | Vittoria Germanica                                                          |
| Immagine           | Valore             | Dritto                                                                            | Rovescio                                                                                   | Datazione          | Peso; diametro     | Catalogazione                                                               |
| ------------------ | ------------------ | --------------------------------------------------------------------------------- | ------------------------------------------------------------------------------------------ | ------------------ | ------------------ | --------------------------------------------------------------------------- |
|                    | Aureo              | IMP CAESAR DOMITIANUS AUG P M, testa laureata a destra dell'Imperatore Domiziano. | DOMITIA AVGVSTA IMP DOMIT, busto con drappeggio dell'Augusta Domizia Longina verso destra. | 82-83              | 7.74 gr            | RIC Domitianus, II, RIC 210. BMC 58. C 58. CBN 58. Calicó 943b. Biaggi 443. |

#### Celebrazione deiLudi saeculares
I Ludi Saeculares erano una celebrazione religiosa, che comportava sacrifici e spettacoli teatrali, tenuti nell'antica Roma per tre giorni e notti che delimitava la fine di un saeculum (secolo) e l'inizio del successivo. Un saeculum, presumibilmente la massima lunghezza possibile della vita umana, era considerato durare tra i 100 ed i 110 anni. I giochi furono celebrati da Domiziano nell'88, circa 100-110 anni dopo quelli celebrati da Augusto (nel 17 a.C.).
| Vittoria Germanica | Vittoria Germanica | Vittoria Germanica                                                              | Vittoria Germanica | Vittoria Germanica | Vittoria Germanica                  | Vittoria Germanica                          |
| Immagine           | Valore             | Dritto                                                                          | Rovescio | Datazione          | Peso; diametro                      | Catalogazione                               |
| ------------------ | ------------------ | ------------------------------------------------------------------------------- | --- | ------------------ | ----------------------------------- | ------------------------------------------- |
|                    | Æ Asse             | IMP CAESAR DOMIT AUG GERM P M TR P VIII IMP XVIII (?), testa laureata a destra. | COS XIIII LVD SAEC FEC, Domiziano in piedi a sinistra, tiene in mano una patera e sacrifica sopra un altare; a sinistra un suonatore di arpa ed uno di flauto, di fronte all'imperatore, un tempio sullo sfondo; S C in esergo. | 88                 | 28 mm, 9.91 gr, 6 h; zecca di Roma. | RIC Domitianus, II, 623.                    |
|                    | Denario            | IMP CAESAR DOMIT AUG GERM P M TR P VIII IMP XVIII (?), testa laureata a destra. | COS XIIII LVD SAEC FEC, un araldo avanza verso sinistra, con un copricapo piumato, in mano un bastone ed uno scudo. | 88                 | 19 mm, 3.29 gr, 6 h; zecca di Roma. | RIC Domitianus, II, 596; RSC 76/77.         |
|                    | Denario            | IMP CAESAR DOMIT AUG GERM P M TR P VIII IMP XVIII (?), testa laureata a destra. | Una colonna con sopra scritto: COS XIIII LVD SAEC FEC; un araldo avanza verso sinistra, con un copricapo piumato, in mano un bastone ed uno scudo.                                                                              | 88                 | 19 mm, 3.15 gr.                     | RIC Domitianus, II, 116; BMCRE 135; RSC 73. |